# Worldline
A Worldline (Euronext: WLN) fizetési szolgáltatásokra szakosodott vállalat, a fizetési terminálok piacának egyik legnagyobb szereplője.
A csoport Nyugat-Európában, az Egyesült Államokban, Latin-Amerikában, Kínában, Japánban, Ausztráliában és Afrikában aktív.
A vállalatot 1974-ben alapították Franciaországban.
2020 februárjában a vállalat felvásárolta az Ingenicót.  A tranzakció 2020. október 28-án zárult le.